# 손오공 (드래곤볼)
손오공(일본어: 孫悟空 손고쿠[*])은 토리야마 아키라의 만화 드래곤볼과 원작으로 하는 애니메이션의 주인공이다. 서유기의 손오공으로부터 딴 이름이다. 애니메이션 모두 제 1화(원작의 표기는 기지1)부터 등장한다. 부제는 어느 쪽이나 "부르마와 손오공"이다. 애니메이션의 일본판 성우는 노자와 마사코이다. 한국어 비디오판 및 투니버스판 김환진 극장판 故 백순철 드래곤볼 카이부터 김영선이
맡고 있다 북미 영어 더빙판은 숀 셰멀이다. 다큐멘터리 영화 '드래곤볼 에볼루션'의 배우는 져스틴 채트윈으로, 더빙은 야마구치 캇페이이다.

## 캐릭터 개요
신장 175 cm, 체중 62kg이며, 탄생년도는 AGE 737년(1972년), 취미는 강한 상대를 찾아 대련하는 것이다. 딱히 싫어하는 음식은 없다. 드래곤볼의 주인공으로, 한 때 잠시 동안 아들인 "손오반"이 주인공의 자리를 차지한 적이 있었으나 마지막엔 다시 주인공의 자리를 돌려받는다. 키워준 양할아버지 "손오반", 거북선인(무천도사), 선묘 "카린", 지구의 신, 북의 "계왕" 등, 작중 가장 많은 스승에게 가르침을 받았다. 도복의 유파마크도 시기에 따라 변화하였다.
태어나자마자 지구로 파견된 전투 민족 '사이어인'으로, "오공"을 주워서 키워준 "손오반"에 의하면 갓난아기일 무렵엔 성격이 너무 포악해서 손을 대지도 못할 지경이었으나, 어느 날 실수로 머리를 크게 부딪친 후로는 성격의 난폭함이 사라지고 착하게 되었다고 한다. 그러나 '사이어인의 본성'만은 그대로 남아있기에 강한 상대와 싸우는 것을 삶의 낙으로 삼고 있어서 소년 시절부터 많은 동료와 라이벌 등을 만나 싸우면서 성장해왔다.
일본 원작에서 "오공"은 일인칭을 "오레"가 아닌 "오라"로 하는 등 동북편 쪽의 사투리를 쓰고 있으며, 처음 초사이어인이 되었을 당시에는 사투리를 쓰지 않는 것을 통해 성격이 변했음을 나타내었으나 정신과 시간의 방에서의 수련 이후에서는 변신 후에도 평정심을 유지하게 되어 동북편 쪽의 사투리를 쓴다.

## 사이어인 이름
사이야인에서 사이야는 채소를 뜻하는 일본말인 야채(野菜, やさい-야사이)에서 생겨난 말로(드래곤볼의 등장 이름은 대부분 음식, 악기, 벌레 등에서 따왔다.) 채소의 한자의 순서를 뒤집어서 표기한 것이다. 즉, 사이어인은 채소 인간이라는 뜻이다. 그래서 등장하는 사이어인은 전부 채소와 관련되어있다.
"손오공"은 "카카로트(カカロット)"라는 이름의 사이어인으로 태어났는데, 이 이름은 당근을 뜻하는 영어 단어 'carrot'에서 나왔다. 처음에 손오공은 자신이 다른 행성들을 파괴하고 다니는 사이어인들과 동족이라는 사실을 부정하지만 그는 프리저와 싸우는 도중에 이를 인정하게 된다. "손오공"을 "카카로트"라는 이름으로 부르는 것은 몇몇 사이어인들 뿐이다. 베지터는 "손오공"이 자신의 혈통에 대해 자부심을 가져야 한다고 생각하기에, 그를 카카로트 이외의 다른 이름으로 부르지 않으려 한다. "손오공"과 마찬가지로, 그의 가족들의 이름도 전부 식물의 뿌리에서 나왔다. "오공"의 형 "라디츠"는 무를 뜻하는 영어 단어 radish, 아버지 "버독"은 우엉을 뜻하는 영어 단어 burdock이 어원이다.

## 인물상
밝고 명랑한 성격이며, 누구에게나 사랑 받고 있다. 매우 착한 성품을 지니고 있다. 항상 전투나 긴급 시에는 주변에 사는 생물들에게 피해가 가지 않도록 엄격하게 대응하는 면이 있다. 솔직하고 착한 성격 때문에, 전투 불능의 상대에게는 마지막 일격을 가하지는 않고 '이 곳에서 떠나 돌아가라'며 충고한다. 식욕이 매우 왕성하고 대식가이며, 몇 십인 분의 요리를 눈 깜짝할 사이에 해치워버린다. 강한 상대를 찾아 싸우는 것을 무엇보다도 좋아하여, 그 압도적인 전투 능력과 맑고 깨끗한 마음에 의해 지구, 나아가서는 전 우주를 구원한다. 전투는 좋아하지만 상대의 생명을 빼앗는 것이 목적이 아니고, 어디까지나 '상대를 꺾는다.'를 목표로 한다. 이러한 면은 거북선인의 가르침과 일치 되기도 한다. 싸움에 임하는 자세가 시기에 따라 변화하고 있어서 대부분의 경우엔 사투에 관해서는 일대 일을 바라지만, 지구, 나아가서는 우주 전체를 말려들게 하는 강적과의 투쟁에서는 총력전도 실시한다.

### 사망력
본편에서는 2번 죽었었다. 그의 첫 번째 죽음은 "라데츠"를 쓰러트리기 위해서 "피콜로"의 '마관광살포'를 "라데츠"를 붙잡은 채로 맞아 관통 당해 죽은 것, 그리고 2번째는 "손오반"에게 당하자 끝에 지구를 길동무 삼아 자폭하려 한 "셀"의 저지에 의한 것으로, 모두 지구에 중대한 위기를 피하기 위해 스스로 판단한 결과에 의한 것이다.

## 연표
AGE 737 (1세)
'혹성 베지터'에서 사이어인의 하급전사 버독과 기네에 차남으로 AGE737년 탄생. 처음이자 마지막인 '사이어인 반란 전쟁'에 의해 혹성 베지터는 프리저에 의해서 AGE737년에 소멸 당한다. 거의 모든 사이어인이 죽고, 마지막까지 단신으로 저항한 손오공의 아버지 버독도 이때 전사 한다. 지구로 간 손오공은 손오반에게 주워진다. 손오반에게 발견됐을 때 처음엔 식욕도 많고 발광하고 있어 어찌할 도리가 없었지만, 어느 날 실수로 골짜기로부터 떨어져 머리를 강타 당해 기억의 일부를 잃으면서 얌전해진다. 그 때의 상처 자국은 성장해도 머리에 남아 있다.
AGE 737 ~ 749(0세~12세)
만월의 밤은 괴물이 나오기 때문에 결코 밖에 나와선 안된다고 손오반에게 듣는다. 어느 날, 손오공은 소변을 보기 위해서 밖에 나오고 만월을 보고 거대원숭이 오자루로 변신 후, 양할아버지인 "손오반"을 밟아 죽여 버린다. 이후, 손오공은 유품인 4성구를 '할아버지'라고 부르며, 산 속에서 홀로 살게 된다.
AGE 749 ~ 750 (12세 ~13세)
드래곤볼을 찾으러 온 소녀 '부르마'와 만나, 모든 드래곤볼을 찾기 위한 여행을 시작한다. 여행을 계속하며 '거북선인(무천도사)'이나 '야무치', '치치' 등을 만난다. 드래곤볼 찾기가 끝난 뒤, '크리링'과 함께 거북선류에 입문한다.
AGE 750~751 (13세 ~ 14세)
8개월 간의 수련을 받고, 제 21회 천하 제일 무도회에 출장. 결승에서 거북선인(무천도사)이 변장한 '잭키 춘'에게 져 준우승을 한다. 무도회 종료 후, 할아버지의 유품인 4성구를 다시 찾기 위해 레드리본군과 싸우면서 다시 여행을 한다.
AGE 753 (16세)
제 22회 천하 제일 무도회에 출장해, 천진반에게 져서 또 다시 준우승을 한다. 대회 종료 후, "크리링"이 '피콜로'의 부하 '탬버린'에게 살해 당하자 탬버린을 추적 야지로베와 만난 후 피콜로를 만나지만 패배하고 만다. 그 후 카린탑에서 '초신수'를 마셔 파워업을 한 후, 피콜로 대마왕을 쓰러트리고 천계에 드래곤볼을 부활시켜 동료들을 환생 시킨 후 그대로 천계에서 수행을 한다.
AGE 756 (19세)
제 23회 천하 제일 무도회에 출장해 치치와 재회 후 결혼한다. 피콜로 대마왕의 아들이자 환생인 '마쥬니어'와 사투 후 그를 쓰러트려 처음 우승하지만, 그에게 선두를 먹이고 풀어준다.
AGE 757 (20세)
아들 손오반을 낳는다.
AGE 758 ~ 761 (21~24세)
지금까지 자신은 지구인이라고 생각했으나 형인 "라데츠"와 만나, 자신이 '사이어인'이라는 우주의 '전투 민족'이라고 하는 출생을 알게 된다. 지구에 오는 사이어인에 대항하기 위해 저 세상에서 '계왕'에게 수련을 받는다.
AGE 762 (25세, 신체 나이 24세)
지구로 귀환한 오공은 사이어인과 싸우고 있는 동료들의 곁으로 향한다. '야무치', '천진반', '차오즈', '피콜로' 모두 살해 당한 것을 본 오공은 내퍼를 쓰러트리고 '베지터'와의 전투에서 패배하지만 '손오반', '크리링', '야지로베'의 협력을 얻어 간신히 해치운다. 이 때 크리링이 베지터를 야지로베의 검으로 죽이려 하나 그를 저지한다. 베지터와의 전투 이후 죽은 동료들을 환생 시키기 위해 손오반, 크리링, 부르마와 나메크성으로 향한다. 가장 친한 친구였던 크리링이 프리저에게 공중 폭발 분해에 의한 죽음을 당하자 '전설의 전사'라고 전해지던 '슈퍼사이야인'으로 각성하고 프리저를 쓰러트린다.
AGE 762 ~ 766 (25세 ~ 29세, 신체 나이 24~28세)
'기뉴특전대'의 우주선으로 나메크성을 탈출해 야드래트 성에서 순간 이동을 습득한다. 이후, 지구로 돌아와 미래에서 온 소년 '트랭크스'가 복수하러 온 프리저 일당을 쓰러트렸단 이야기와 트랭크스가 과거로 오게 된 이야기, 인조인간에 대한 이야기를 듣고 수행에 돌입한다.
AGE 767 (30세, 신체 나이 29세)
인조인간 "19호", "20호"와의 전투 중 심장병의 발작이 일어나 자택에서 휴양, 그 이후, 인조인간이나 새롭게 나타난 "셀"을 쓰러트리기 위해 "오반"을 데리고 정신과 시간의 방에서 수련한다. 이때 정신과 시간의 방에서 수련을 했기에 신체 나이를 한 살 더 먹는다. 수행 이후에는 셀게임 개최 사실을 듣고 그 동안은 자택에서 "오반","치치"와 함께 휴식을 취한다.(이때 "치치"는 "오천"을 임신한다.) 그리고, 셀게임에서는 자폭하려는 "셀"을 저지하려다 사망한다.
AGE 767 ~ 774 (30세 ~ 37세, 신체 나이 31세 -정신과 시간의 방으로 인한 나이 추가)
손오반이 셀을 저지하는 것을 보고, 슈퍼사이야인2를 자력으로 습득, 손오반의 친구 비델과 베지터도 나오는 천하 제일 무도회가 열린다는 소식을 듣고 그날 1일간 귀환하여 이승에 친구들과 싸우려 특훈.
AGE 774 (37세, 육체 나이 31세)
점쟁이 "바바"의 힘에 의해 1일간 이승으로 돌아와 제 25회 천하 제일 무도회에 출장하지만, "마인부우" 소동에 말려든다. 이때 '슈퍼사이야인 3'를 처음 선보인다. 후에 "노계왕신"의 생명을 받아 "오천크스"를 흡수한 부우에게 밀리는 오반을 도우러 다시 소생한다. 베지터와의합체는 풀리고 계왕신계어서의 싸움 끝에 지구인 전부의 원기를 모은 원기옥으로 "마인부우"를 쓰러트린다. 이때 "오공"은 '다음엔 꼭 착한 녀석으로 환생해라' 라는 말을 남기고 "염라대왕"이 이를 생각하고 지구 남쪽 섬의 아이로 환생시킨다.
AGE 776(39세, 신체 나이 33세)
프리저의 부하인 아보&카도가 지구를 찾아와 복수하려고 하자 저지한다.
AGE 778(41세. 신체 나이 35세)
파괴신 비루스에 의해 자신이 몰랐던 슈퍼사이야인 갓의 경지를 체득.
AGE 779년 경(42세, 신체 나이 36세)
프리저 잔당들이 프리저를 되살려 지구에 찾아와 더욱 더 강해진 프리저를 저지한다.
AGE 780년 경(43세, 신체 나이 37세)
무의식의 극의를 힘의 대회에서 징조부터 완성형까지 발동시켰다.
브로리와 대면했고 브로리를 베지터와 상대해 원래 살던 별로 보냄.
AGE 784 (47세, 육체 나이 41세)
제 28회 천하 제일 무도회에 출장해, 본선 1회전에서 "부우"의 환생인 "우부"와 대전. 이 후, "우부"와 함께 수련 여행을 떠난다.

## 손오공의 기술
카메하메하(에네르기파) (애니메이션 한국어 더빙판 : 에너지파)
거북선류(무천도사)의 간판 기술, 거북선인(무천도사)이 50년을 걸쳐 개발했다고 하며. 이 후에도 "오공"은 이를 트레이드 마크로 사용한다.
비권무의식의 극의 상태에서 사용한 기술. 매우 빠르게 주먹을 날려 풍압으로 상대에게 타격을 주는 기술이다.
파이널 에네르기파
드래곤볼 슈퍼에 자주 등장하는 기술로 "베지터"의 파이널 플래시라는 기술과 에네르기파가 합쳐진 기술로써 에네르기파에 파이널 플래시가 둘러지는 것과 동시에 엄청 강력한 빔을 동시에 쏘는 기술이다.
초 에네르기파
손오공이 "신님"과 미스터 포포와 특훈 하며 발명한 기술. 말 그대로 에네르기파의 위력을 훨씬 웃도는 거대판.
발 에네르기파
"오공"이 에네르기파를 독자적으로 개량한 기술. 말 그대로 에네르기파를 손이 아닌 발로 사용하는 기술이다.
양손 에네르기파
양손에서 에네르기파를 구체형으로 하나씩 발사하여 원하는 방향으로 움직이는 기술(원하는 방향으로 움직인다고는 하지만 '조기탄'처럼 계속하여 조종이 가능하지 않고 한 방향으로만 뻗어나간다.)
가위바위보 권법
양할아버지인 "손오반"의 기술. 말 그대로 가위 바위 보를 이용해 공격한다. 등장부터 소년기에는 많이 사용하였으나 레드리본군편을 마지막으로 이 기술이 등장한 적은 없다.
잔상권
고속으로 이동하여 잔상을 남겨, 상대에게 자신의 위치를 오인시킨다. 발생시키는 잔상의 수에 의하여 '삼중잔상권'.'다중잔상권'이라고 불린다."재키 츈"[거북선인(무천도사)]이 처음 선보이고 "오공"이 이후에 바로 습득 후 따라한다. 마주니어와의 싸움 때 가끔 쓰였지만, 사이야인과의 싸움부터는 거의 등장하지 않음. 프리저와의 최종전에서 한번 프리저의 기원참을 피하는데 그침.
광권(광견)
광견과 같이 상대에게 달려들어 놀라게 하고, 상대를 공격한다.
원권
원숭이를 흉내 내는 권법
팔수권
손이 8개로 보일 정도로 민첩하게 손을 움직인다. "천진반"의 사요권에 대항하기 위해 "차파왕"의 기술을 흉내 내어 사용
태양권
체내의 기운을 발광 시켜 상대의 눈을 잠시 동안 멀게 하는 기술. 원래는 "학선류"의 기술이지만, 제 23회 천하 제일 무도회에서 '"천진반", 네 기술 좀 빌릴게!'라고 하면서 사용했다.
충격파
제 23회 천하 제일 무도회에서 첫 선보인다. 지구의 신에게 전수 받은 기술로 맹렬한 기세로 내보인 주먹으로부터 방출해내는 기술이다. "피콜로"가 '마족에 가까운 기술'이라고 말하였다.
메테오 콤비네이션
제 23회 천하 제일 무도회에서 "피콜로"와의 결승전에서 첫 선보인 기술 '준비, 땅!'이라는 구령과 함께 스타트 대시의 자세로 돌격해, 연속 공격을 퍼부은 뒤 상대방의 바로 위로 도약 후 에네르기파를 발사한다.
원기옥
산, 동물, 바다 등, 별(우주)에 살아가는 모든 생명들로부터 조금씩 에너지를 나누어 받아, 그 에너지를 구체 모양으로 만들어내는 기술이다. 북쪽의 신 "계왕"이 개발해낸 기술로 기술을 시전 하기 위해 걸리는 시간이 상당히 길다는 단점이 있지만 그만큼 파괴력은 어마어마하다. 눈으로 적을 찾아 맞추는 것이 아닌 적의 사악한 기운을 잡아내어 맞힌다.
원기옥은 3종류가 있다.
1. 소형 원기옥, 소형 원기옥은 직접 손바닥에 기를 모은 후 발사한다. 적을 맞추면 그 주위로 강력한 천둥 번개가 치며 이후 적의 몸이 하늘 높이 솟아 오른다.

1. 특대 원기옥, 소형 원기옥가 달리 모은 에너지를 자신의 손을 거치지 않고 하늘 위에 모은다. 한 별이 아닌, 여러 근처의 별의 에너지를 함께 빌려 쓰거나, 조금이 아닌 쥐어 짜낼 수 있는 모든 에너지를 모아 공격할 수 있다.

1. 초 원기옥, 특대 원기옥을 발사한 뒤 자신에게 남은 힘을 원기옥을 향해 발사하여 원기옥에 위력을 더한다. 하지만, 이 기술은 원기옥을 발사한 뒤 옆에 "덴데"와 같은 용족치유형 나메크성인이 있어야 가능하거나 드래곤볼로 소원을 빌어 기를 바로 회복해야만 가능하다.

계왕권
온 몸의 기를 컨트롤하여, 일시적으로 통상의 몇 배에 달하는 파워, 스피드, 방어력을 발휘시킨다. 2배, 3배, 4배... 계속하여 늘릴 수 있으나 발동 시에는 몸에 매우 큰 부담이 가기 때문에, 사용자의 역량 이상의 파워업은 매우 위험하다, 매우 고도의 컨트롤이 요구되어 기술을 고안해낸 북의 "계왕"조차 제대로 사용하진 못하고, "오공"이 처음으로 사용하였다. 사용 시에는 전신이 붉게 빛을 내며 근육이 커진다. 20배까지 올릴 수 있었지만 너무 기소모가 심해서 슈퍼사이언인의 변신이 가능하게 된 이후로는 사용하지 않았다. 드래곤볼 슈퍼에 넘어오면서  슈퍼사이어인 블루에 10배, 20배 계왕권을 중첩 시켜 쓴다. 그리고 손오공이 계왕권의 배를 너무 올려서 몸의 무리가 간 적이 있다.
메테오 스메쉬
프리저에게 사용한 연속 공격
순간이동
알고 있는 사람의 기를 느껴서, 눈 깜짝할 새에 그 장소로 이동한다. 그 때문에 알고 있는 사람이 없는 장소로는 이동할 수가 없다. 본래 야드래트성인들의 일족전승 기술이다. 기를 느끼기 위해서 손가락을 이마에 대면 집중이 잘되며 다른 별로도 이동이 가능하다. 기가 작은 일반인이거나 멀리 떨어진 별까지는 이동이 힘들다.
순간이동 에네르기파
순간이동과 에네르기파를 병행한 기술로 "셀"과의 격전 때 첫 선보인다.
무공술
전신의 기를 컨트롤 하면서 방출하는 것에 의해서, 공중을 비행한다. 원래는 "학선류"의 독자적인 기술이지만, 작중 등장하는 전사의 대부분이 이 기술을 체득 했다. 오공이 첫 선보인 것은 제 23회 천하 제일 무도회의 마지막 순간이었다. 그 후 "비델","손오천"이 "손오반"에게 배웠다.
사이코 메모리
상대방의 머리에 손을 올리는 것 만으로 기억, 과거, 전투력을 읽을 수 있다. 나메크성에서 사용
현실읽기
꿈속에서 현실에서 일어나는 일을 그대로 보게 된다. 인조인간과의 전투에서 심장병이 발병하여 자택에서 혼수중일 때 사용하고 있었다.
기원참
기를 원반 모양으로 된 기술, 날카로운 모양으로 만들어 물체를 절단하는 기술로, "크리링"이 독자적으로 개발해낸 기술이다. 마인 부우편에서 1번 씀.
메테오 블러스트
순수 "마인부우"에게 사용한 연속 공격, 연속 공격을 내보낸 후 에네르기파를 발사한다.
메테오 임팩트
순수 "마인부우"에게 사용한 연속 공격, 상대를 양 다리로 차고 양손을 껴 두드려 떨어트려, 가까운 거리로 에네르기파를 발사한다.
용권
드래곤볼 극장판 13기에 처음으로 등장하며 GT에서도 세 번 썼던 기술, 용이 튀어나와 상대방을 뚫는 기술이다.(사실 이건 원작에서는 한번도 나온 적이 없다.)
초사이어인 1
전투력이 300만 이상의 사이어인이 극도의 분노나 슬픔 또는 죽을 고비를 넘기면 강해지는 사이어인의 특성에 의해 변신하는데 손오공은 크리링이 프리저에게 죽었을 때 처음 사용했다.
초사이어인 2
변신 조건은 초시이어인 1의 경지에 도달한 사이어인이 분노로 각성하는 것이다. 하지만 손오공과 베지터는 수련으로 초사이어인 2에 도달한 것을 보아 분노가 필수 요소는 아닌 것 같다. 외형은 머리카락 1가닥을 제외하고 나머지 머리카락은 강하게 위를 향하고 있고 아우라 주변에 스파크가 튄다. 손오반이 인조인간 16호가 죽었을 때 처음 사용했다.
초사이어인 3
노란색 머리가 허벅지까지 내려오고, 눈썹 근육이 비대해져서 눈썹이 사라졌다. 손오공이 마인부우와 싸우기 위해 24시간 부활했을 때 처음 사용했다. 하지만 에너지 소모가 커서 이승 제한 시간이 급격히 줄었다.
초사이어인 4
초사이어인 4는 꼬리가 있는 사이어인이 보름달을 보면 거대원숭이(오자루)가 되는데 원숭이(오자루)+초사이어인=황금 거대 원숭이(황금 오자루)에서 이성을 잃지 않으면 초사이어인 4 가 된다. 외형은 이전 변신들과 달리 무성한 흑발이고 몸은 빨간 털로 뒤덮여 있으며, 꼬리가 있어서 거대 원숭이의 힘을 인간 상태에서 사용 가능하다.
초사이어인 갓
옛날에 사이어인들이 악과 싸울 때 다섯 명의 선한 마음을 가진 사이어인이 힘을 한 명에게 모아 만들었다. 손오공은 비루스와 싸울 때 사용했다. 80분이라는 지속 시간이 있다.
초사이어인 블루
손오공과 베지터가 부활의 F에서 골든프리저와 싸울 때 처음 사용했다.
초사이어인 블루 계왕권
드래곤볼 슈퍼에서 손오공이 히트와 싸울 때 슈퍼사이어인 블루에다 10배를 중첩 시켜 사용하였고 후에 힘의 대회에서 지렌,케프라와 싸울 때 20배를 중첩 시켜 사용했다.(사실 미래 트랭크스편 에서도 잠깐 합체 자마스와 싸울 때 1배 계왕권을 사용했다.)
무의식의 극의(징조)
사람은 눈으로 보고 신경을 지나 뇌를 통해 명령 하지만 무의식의 극의는 싸움의 극에 도달해서 몸이 반응한다. 지렌에게 원기옥을 발사하다 지렌의 힘과 원기옥이 서로 부딪쳤을 때 그 충격으로 원기옥의 기를 모두 흡수해 발동시켰다.
무의식의 극의(완성형)
징조 상태와 다르게 머리색이 모두 은색이고 눈색과 눈썹 색도 은색이고 변신도 오래 유지할 수 있으나 리스크가 매우 크다. 수 백 년 동안 살아온 파괴신들도 할 수 없지만 손오공이 도달해냈다.이건 천사들의 기술이다. 위스 같은 천사들은 항상 무의식의 극의를 사용하고 있다.(파괴신들은 자의식의 극의라는 기술을 사용한다.)

## 같이 보기
- 드래곤볼의 등장인물 목록